# 722 pr. n. št.

## Dogodki

### Ukinitve
- Izraelsko kraljestvo, ustanovljeno 930 pr. n. št.